# Karl Komzak
Pour les articles homonymes, voir Komzak.
Karl (Karel) Komzak, né le 4 novembre 1823 à Netěchovice où il est mort le 9 mars 1893, est un compositeur et chef d'orchestre tchèque.

## Biographie

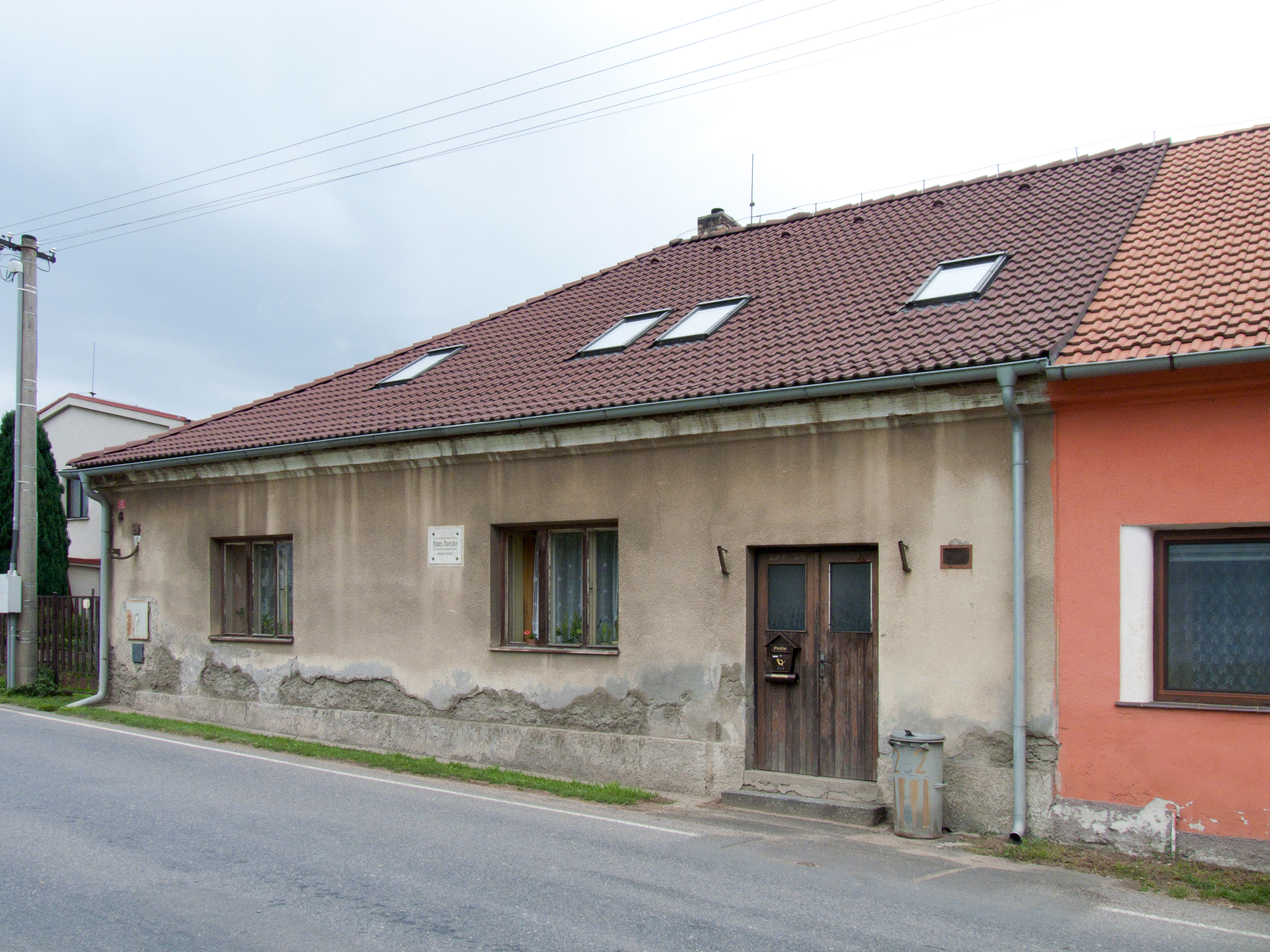
Maison natale des Komzak à Netěchovice.

Chef d'orchestre du Théâtre Tchèque de 1862 à 1865, il est connu pour avoir composé des marches telles Vindobona et Erzherzog-Albrecht-Marsch (en).
Il apprend le violon avec son père, forgeron et chanteur populaire puis est élève de Moritz Mildner et d'Antonín Bennewitz au Conservatoire de Prague. Devenu organiste, il exerce dans un asile d'aliénés, l'Institut national pour les malades mentaux, durant 19 ans. Chef d'orchestre du Rifle Corps à Prague et chef d'orchestre de théâtre à Linz, il fait des tournées notamment à Vienne et dans le pays de Bade.

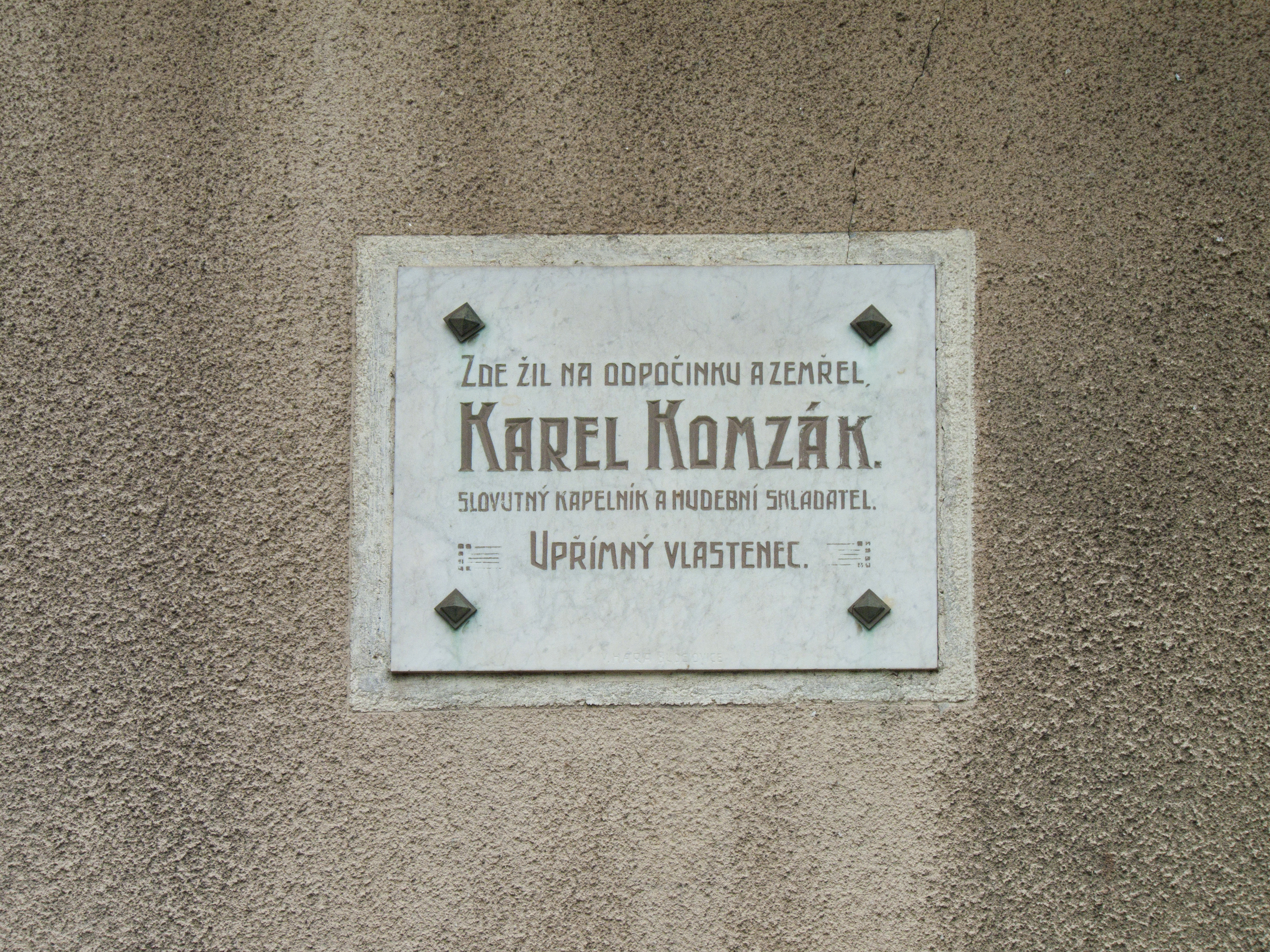
Plaque commémorative sur sa maison natale

Il forme un orchestre pour des représentations d'opéra au Théâtre provisoire tchèque. En 1862, il est rattaché définitivement au Théâtre. Il succède alors à Bedřich Smetana,. Parmi ses musiciens figurent Antonín Dvořák (alto) et son propre fils, Karel Komzák (violon) avec qui il est régulièrement confondu or, son fils n'a pas écrit de marches,,.
En 1865, Komzák est nommé chef d'orchestre du 11e régiment d'infanterie de l'armée austro-hongroise, à Innsbruck.
En 1876, il décline une offre de direction à l'Exposition universelle de Chicago, suivie d'une tournée de concerts à Boston, Washington et New York.
Il rejoint le 74th Infantry Regiment en 1880 puis prend sa retraite en 1881. Un an plus tard, il se réengage auprès du 88e régiment d'infanterie nouvellement formé à Prague comme chef de la musique. Il se retire en avril 1888 dans sa ville natale, où il meurt en 1893, âgé de 69 ans.
Il a écrit plus de 200 marches populaires, valses, mazurkas, polkas, galops, quadrilles et autres danses.
Une plaque commémorative commémore est apposée sur sa maison natale.
Dans le chapitre XII de son roman Le Secret de Wilhelm Storitz, Jules Verne écrit : « marche nuptiale du compositeur hongrois Konzach ».